# دوريان سناني
دوريان سناني (الاسم العلمي:Durio lanceolatus) هو نوع من النباتات يتبع جنس الدوريان من الفصيلة الخبازية.